# 性傾向人口統計

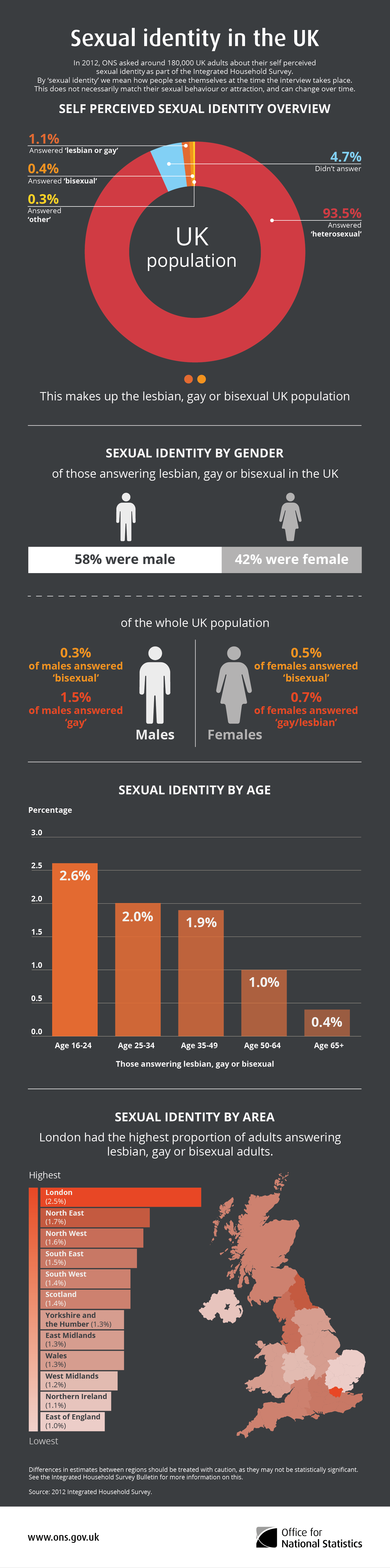
2012年英國性傾向統計

性傾向人口統計是一個廣受爭論的話題。由於各種原因，人們難以取得準確的LGBT人口數據。此外，不同的調查對象也可能影響調查結果。

## 各國調查結果

### 澳大利亞
據2012年至2013年的一份調查（樣本數20,055人），澳大利亞有96.5%的人口認為自己是異性戀（男性96.8%，女性96.3%）。男同性戀比例1.9%，女同性戀比例1.2%。男性中有1.3%是雙性戀，女性中有2.2%是雙性戀。

### 加拿大
據2012年的一份樣本數為2,700人的調查，5.3%認為自己屬於LGBT。18-34歲的加拿大人認為自己是LGBT的比例達11.1%，高於年長人群的2.6–3.4%。

### 法國
據2011年的一份樣本數為7,841名法國人的調查，6.6%的被調查者認為自己是同性戀（3.6%）或雙性戀（3.0%），90.8%認為自己是異性戀。據2014年的一份樣本數為一萬人的調查，90%的法國人是異性戀，3%是雙性戀，4%是同性戀。據2016年的一份針對巴黎人的調查，巴黎79%的男性和90%的女性認為自己是異性戀，13%的男性和1%的女性認為自己是同性戀，6%的男性和4%的女性認為自己是雙性戀。

### 英國
據2015年的Yougov的一份調查，在調查對象的1,632人中，5.5%認為自己是同性戀，2.1%認為自己是雙性戀，88.7%認為自己是異性戀。

### 日本
根據日本廣告公司電通在2018年的調查，20至59歲的日本人有8.9%為LGBT。這一數字在2012年是5.2%，2015年是7.6%。